# 宗像記子
宗像 記子(むなかた のりこ、1974年1月30日 - ）は、スピードスケート選手。北海道新得町出身。

## 人物
白樺学園高等学校卒業。1992年に富士急行に入社。全日本実業団スピードスケート競技会で3000ｍで優勝、1994年の世界スピードスケート世界選手権で総合4位となった。1998年の長野オリンピックでは3000mに出場し18位だった。
夫はカナダ代表のマイク・アイルランド。